# کمال سرابندی

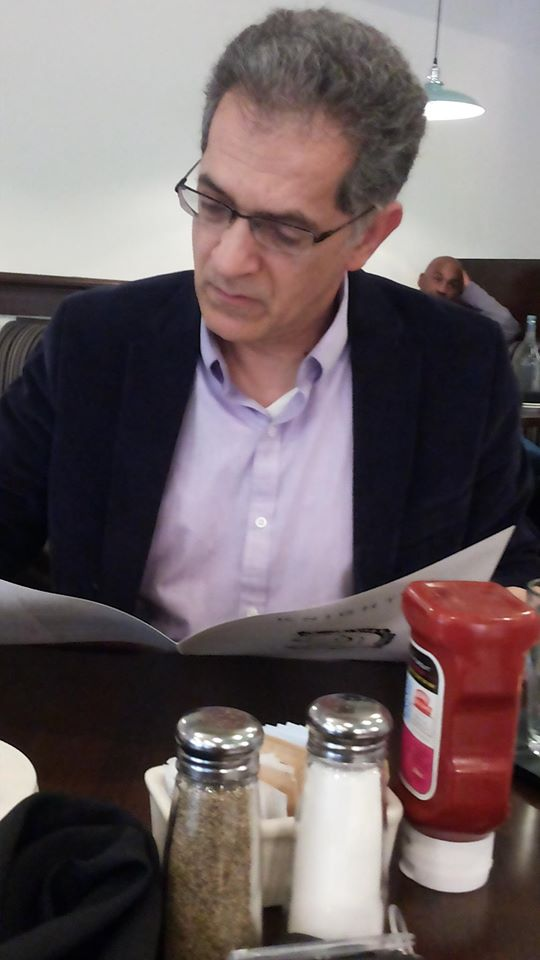
پرفسور کمال سرابندی

کمال سرابندی (متولد ۱۴ آبان ۱۳۳۵) پژوهشگر ایرانی، نویسنده، عضو شورای مشورتی ناسا، استاد مهندسی برق و علوم کامپیوتر و مدیر آزمایشگاه پرتوافشانی دانشگاه میشیگان آمریکا می‌باشد. سرابندی به دلیل فعالیتهای علمی خود جوایز فراوانی دریافت کرده است.

## تحصیلات
وی تحصیلات کارشناسی خود را در دانشگاه صنعتی شریف گذراند. فوق لیسانس خود را در ریاضیات کاربردی و پی اچ دی خود را در مهندسی برق از دانشگاه میشیگان ان آربر دریافت کرد.

## فعالیت‌ها
سرابندی از ۱۹۸۰ تا ۱۹۸۴ در مرکز تحقیقات مخابرات در ایران به عنوان مهندس ماکروویو کار می‌کرد. سرابندی تاکنون مدیر اجرایی پروژه‌های تحقیقاتی بسیاری وابسته به ناسا، آزمایشگاه پیشرانه جت، آرو، بنیاد ملی علوم، سازمان پروژه‌های تحقیقاتی دفاعی پیشرفته و دیگر صنایع بزرگ بوده است. سرابندی مدیریت این آزمایشگاه که دو تا دانشمند ۱۲ دانشجوی پی اچ دی و ۲ دانشجوی فوق لیسانس در آن مشغول به کارند را بر عهده دارد. او تاکنون استاد راهنمای ۳۱ دانشجوی پی اچ دی بوده است.

## دستاوردها
از وی تاکنون فصول گوناگونی در کتب مختلف و بیش از ۱۷۰ مقاله در مجلات مرجع چاپ شده است. وی موفق به دریافت جایزه هنری راسل از سوی ریاست دانشگاه میشیگان و عنوان سخنران برجسته وزارت آموزش و پرورش و علوم دولت فدرال آلمان و ارائه دهنده برترین مقاله در کنفرانس علوم ارتش آمریکا شده است.
نوامبر ۲۰۱۹ به عنوان عضو آکادمی ملی مخترعان (NAI) معرفی شد. جایزه تعالی تیم دانشکده خانواده کندی، برای مرکز پیشرو فناوری پیشرفته میکروالکترونیک و بیومتریک، کالج مهندسی، دانشگاه میشیگان، مارس ۲۰۱۸. موفقیت گروه NASA جایزه، "برای کمک‌های برجسته در توسعه مأموریت منفعل فعال رطوبت خاک و نشان دادن تأثیر علمی و اجتماعی آن"، ۱۵ ژوئن ۲۰۱۷. عضو انجمن پیشرفت علوم آمریکا (AAAS)، "برای کمک‌های گسترده به رشته الکترومغناطیسی کاربردی، آموزش مهندسی و رشد اقتصادی پایدار، "نوامبر ۲۰۱۶. جایزه Stephen S. Attwood 2015-2016 از کالج مهندسی. این جایزه که بالاترین افتخاری است که از طرف دانشکده مهندسی به یکی از اعضای هیئت علمی اعطا می‌شود، "موفقیت خارق العاده در تدریس، تحقیق، خدمات و سایر فعالیت‌هایی را که باعث تمایز دانشکده و دانشگاه شده‌اند" می‌داند. [۷] جایزه برجسته فارغ التحصیلان، به عنوان یکی از ۵۰ فارغ التحصیلان برتر ۵۰ سال گذشته، دانشگاه صنعتی شریف، مه ۲۰۱۶ انتخاب شده است. جایزه آموزش علوم و علوم از راه دور IEEE 2013. [8] جایزه IEEE Judith A. Resnik 2011 با ذکر منبع زیر: "برای کمک به سنجش از دور رادار مایکروویو و موج میلی متری قطبش رادار از سطح زمین برای کاربردهای غیرنظامی و نظامی."[۹] جایزه دستاورد برجسته دانشکده ۲۰۱۰ از دانشگاه میشیگان. به عنوان استاد Rufus S. Teesdale منصوب شد فنی و مهندسی جایزه rch از بنیاد الکساندر فون هومبولت آلمان، اعطا شده به دانشمندان و دانشمندان از همه رشته‌هایی که اکتشافات بنیادی، نظریه‌های جدید یا بینش آنها تأثیر قابل توجهی در رشته خود داشته است، آوریل ۲۰۰۸. گواهی تقدیر ناسا برای سهم قابل توجه در علمی مرتبط با معماری اکتشاف قمری، دکترای مایکل گریفین، مدیر ناسا، و سناتور هریسون اچ اشمیت، رئیس شورای مشورتی ناسا، مارس ۲۰۰۷. جایزه تشخیص دانشکده دانشگاه میشیگان، "برای کمک‌های برجسته به عنوان یک معلم، دانشمند، و عضو جامعه دانشگاه، "اکتبر ۲۰۰۵. جایزه موفقیت متمایز، انجمن علوم سنجش از دور و علوم IEEE ،" برای تحقیقات برجسته در پیشرفت سنجش از دور رادار نظری و تجربی، "ژوئیه ۲۰۰۵. دانشکده جایزه تعالی تحقیقات مهندسی، دانشگاه میشیگان، مارس ۲۰۰۴. همکار IEEE، "برای کمک به مدل سازی سنجش از دور رادار، an d برای ایجاد ارتباط بین حوزه‌های منسجم و غیرمنظمم قطب بندی رادار، "ژانویه ۲۰۰۰. جایزه برجسته سخنرانی بنیاد شورای آلمانی و آمریکایی 1999 (GAAC) از وزارت فدرال آلمان برای آموزش، علوم و فناوری. جایزه تجهیزات HP برای ایجاد یک آزمایشگاه آموزش مایکروویو، آوریل ۱۹۹۷. جایزه هنری راسل، رنجست دانشگاه میشیگان، ژانویه ۱۹۹۷ (بالاترین جایزه اعطا شده در دانشگاه میشیگان). جایزه تعالی تدریس، گروه مهندسی برق و علوم کامپیوتر، دانشگاه میشیگان، مارس ۱۹۹۶. جایزه تجهیزات HP، ژوئن ۱۹۹۳.